# Stanley Thompson (scheikundige)

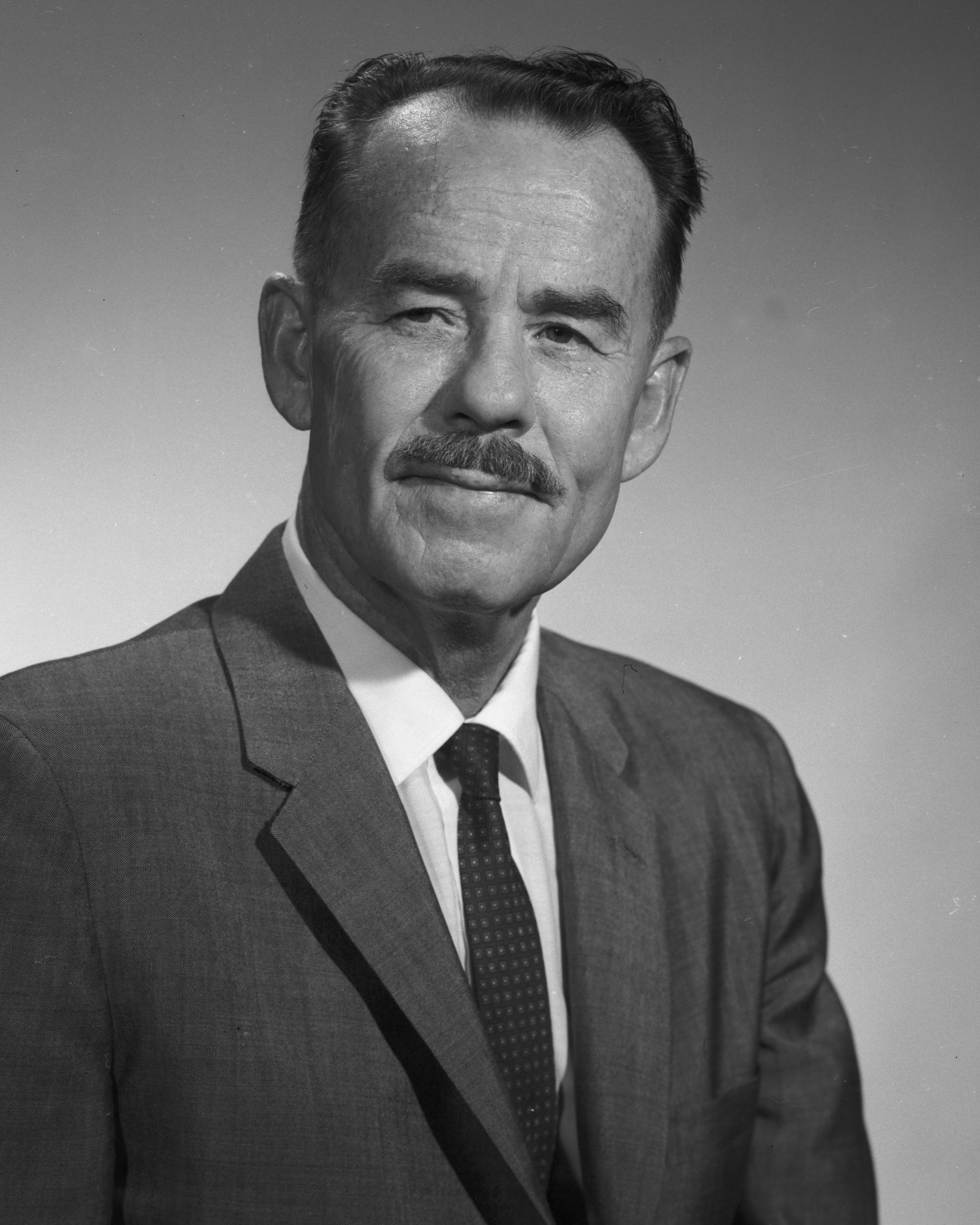

Stanley Gerald Thompson (Los Angeles, 9 maart 1912 - Berkeley, 16 juli 1976) was een Amerikaans scheikundige. Met Glenn Seaborg synthetiseerde hij een aantal transuranen, elementen met een atoomgetal groter dan dat van uranium waaronder berkelium en californium. In 1954 werd hem de Guggenheim Fellowship voor natuurwetenschappen en chemie toegekend.